# Feuerwehrregister
Feuerwehrregister sind Verzeichnisse in Österreich, in dem alle Feuerwehren eingetragen sein müssen, wenn sie für den öffentlichen Brandschutz tätig sind. In Oberösterreich wird es als Feuerwehrbuch bezeichnet.
Da das Feuerwehrwesen in Österreich Angelegenheit der Bundesländer ist, werden diese Listen in den einzelnen Bundesländern geführt.
Da die Feuerwehren bis in die 1970er Jahre Vereine waren, wurden sie damals im Vereinsregister geführt. Seit der Umwandlung in Körperschaften öffentlichen Rechts werden sie separat geführt. Nicht nur die Freiwilligen Feuerwehren, die das Hauptstandbein des Brandschutzes tragen, und die sechs Berufsfeuerwehren sind in das Feuerwehrregister eingetragen, auch die Betriebsfeuerwehren werden, wenn ihr Einsatzbereich auch außerhalb des eigenen Unternehmens liegt, eingetragen.
Üblicherweise sind neben der genauen Feuerwehrbezeichnung auch der Standort sowie die Namen der Kommandanten und deren Stellvertreter im Feuerwehrregister ersichtlich. Die genauen Eintragungen können natürlich abhängig von den jeweiligen Feuerwehrgesetzen variieren.
In Niederösterreich erfolgte die Erstellung gemäß NÖFFG LGBl.366/1969 als nicht öffentliches Register. Das Recht zur Einsichtnahme ist auf den Landesfeuerwehrverband, die Landesfeuerwehrschule und die Landesbuchhaltung beschränkt.

## Belege
- Niederösterreichisches Feuerwehrgesetz, § 34